# Jayden Daniels
Jayden Daniels (geboren am 18. Dezember 2000 in San Bernardino, Kalifornien) ist ein US-amerikanischer American-Football-Spieler auf der Position des Quarterbacks. Er spielte von 2022 bis 2023 College Football für die LSU Tigers. Zuvor spielte Daniels von 2019 bis 2021 für die Arizona State Sun Devils. In der Saison 2023 gewann er die Heisman Trophy als bester College-Football-Spieler. Im NFL Draft 2024 wurde Daniels an zweiter Stelle von den Washington Commanders ausgewählt.

## Frühe Jahre und College
Daniels besuchte die Cajon High School in San Bernardino, Kalifornien. Dort spielte er sich insbesondere in seiner vorletzten Saison in den Vordergrund. Nach seiner letzten Saison an der Highschool nahm Daniels am Under Armour All-America Game, dem landesweiten All-Star-Spiel für Highschoolfootballspieler, teil.
Ab 2019 ging Daniels auf die Arizona State University, um College Football für die Arizona State Sun Devils zu spielen. In der Saisonvorbereitung 2019 konnte Daniels von sich überzeugen und ging als Starting-Quarterback für Arizona State in die Saison. Damit war er der erste Quarterback in der Geschichte der Sun Devils, der in seinem ersten Jahr am College vom Eröffnungsspiel an Starter war. In diesem führte er Arizona State mit zwei Touchdownpässen und einem erlaufenen Touchdown zu einem 30:7-Heimsieg über die Kent State Golden Flashes. Insgesamt warf Daniels als Freshman 17 Touchdownpässe bei nur zwei Interceptions. Dabei gewann er mit den Sun Devils acht von 13 Spielen. In den folgenden beiden Spielzeiten konnte Daniels nicht an den Erfolg aus seiner ersten Saison anknüpfen. In der Saison 2020 fanden aufgrund der COVID-19-Pandemie nur vier Spiele statt, in denen er fünf Touchdownpässe und eine Interception warf. In seinem dritten Jahr für Arizona State, der Saison 2021, verzeichnete Daniels mit 10 Interceptions ebenso viele Fehlwürfe wie Touchdownpässe. In drei Jahren bestritt Daniels insgesamt 29 Spiele für die Arizona State Sun Devils.
Ursprünglich hatte Daniels im Dezember 2021 bekannt gegeben, auch 2022 für Arizona State zu spielen, allerdings erklärte er im Februar 2022 einen Wechsel zu einem anderen College anzustreben und schrieb sich dafür in das transfer portal der NCAA ein. Hintergrund dessen war, dass sich bei Arizona State infolge von Untersuchungen der NCAA zu Verstößen während der COVID-19-Pandemie einige personelle Änderungen im Trainerstab ergeben hatten.
Im März 2022 gab die Louisiana State University (LSU) bekannt, Daniels für die Saison 2022 für ihr Team, die LSU Tigers zu verpflichten. In der Saisonvorbereitung konkurrierte Daniels mit zwei unerfahrenen Quarterbacks sowie dem Routinier Myles Brennan um die Position des Starting-Quarterbacks und setzte sich dabei durch, nachdem Brennan im August 2022 sein Karriereende bekannt gegeben hatte. Daniels bestritt alle 14 Partien der Saison 2022 als Starter. Dabei zog er mit den Tigers ins Championship Game der Southeastern Conference (SEC) ein. Mit 885 erlaufenen Yards und 11 Touchdowns stellte er neue Rekorde für einen Quarterback bei den Tigers auf. Daniels warf bei einer Passquote von 68,6 % und 2913 Yards Raumgewinn im Passspiel 17 Touchdownpässe bei 3 Interceptions. Aufgrund der COVID-19-Pandemie war Daniels für ein fünftes Jahr spielberechtigt und spielte auch 2023 für die Tigers.
Beim 52:35-Sieg über die Florida Gators stellte er mit 234 Yards Raumgewinn im Laufspiel und 372 im Passspiel den Rekord für die meisten insgesamt erzielte Yards in einem Spiel der SEC auf (606). Bei der Wahl zur Heisman Trophy setzte Daniels sich knapp vor Michael Penix Jr. durch. Zudem wurde er als Offensive Player of the Year in der SEC ausgezeichnet und gewann den Davey O’Brien Award, den Johnny Unitas Golden Arm Award und den Walter Camp Award. Er verzeichnete eine Passquote von 72,2 %, bei 3812 Passing-Yards, 40 Touchdowns und vier Interceptions, sowie 1134 erlaufene Yards und 10 erlaufene Touchdowns.

## NFL
Daniels wurde im NFL Draft 2024 an zweiter Stelle von den Washington Commanders ausgewählt. Er wurde Mitte August von Head Coach Dan Quinn zum Starting-Quarterback der Commanders ernannt und erhielt dabei den Vorzug vor Marcus Mariota. Bei seinem NFL-Debüt brachte Daniels 17 von 24 Pässen für 184 Yards an und erlief zwei Touchdowns, die Commanders verloren das Spiel deutlich mit 20:37. Am zweiten Spieltag konnte Daniels gegen die New York Giants mit einem 21:18, bei dem die Commanders sieben Field Goals erzielten, seinen ersten Sieg als Starter in der NFL feiern. Da die Commanders auch die nächsten beiden Spiele gewannen, in denen Daniels jeweils über 85 % seiner Pässe ans Ziel brachte, wurde er als Offensive Rookie of the Month ausgezeichnet. Er verzeichnete bis dahin drei Touchdownpässe bei einer Interception und 82,1 % angebrachte Pässe bei vier erlaufenen Touchdowns.
Am siebten Spieltag zog Daniels sich gegen die Carolina Panthers im ersten Viertel eine Rippenverletzung zu und verpasste daher den Großteil des Spiels, das die Commanders mit Ersatzquarterback Mariota 40:7 gewannen. Daniels verpasste den Großteil der Trainingseinheiten für das Spiel in Woche 8 gegen die Chicago Bears, lief aber dennoch als Starter auf. Beim 18:15-Sieg warf er mit dem letzten Spielzug eine Hail Mary über 52 Yards zu einem Touchdown zu Noah Brown, durch die Washington das Spiel in letzter Sekunde drehen konnte. Insgesamt kam Daniels in der Regular Season auf eine Passquote von 69,0 %, erzielte 3568 Yards Raumgewinn im Passspiel, warf 25 Touchdownpässe bei neun Interceptions und erlief 891 Yards sowie sechs Touchdowns. Mit diesen Werten stellte er neue Rekorde für die beste Passquote und die meisten erlaufenen Yards eines Rookie-Quarterbacks auf. Daniels gewann zwölf Spiele bei fünf Niederlagen mit den Commanders, die in der Vorsaison mit einer Bilanz von 4–13 noch zu den schlechtesten Teams der Liga gehört hatten. Er wurde in den Pro Bowl gewählt.
Daniels führte die Commanders zum ersten Mal seit 2020 in die Play-offs. Dort schlugen sie in der ersten Runde zunächst die höher gesetzten Tampa Bay Buccaneers mit 23:20, bevor sie in der Divisional Round überraschend mit den Detroit Lions auch den Nummer-eins-Seed ausschalteten (45:31). Damit war Daniels der erst sechste Rookie-Quarterback, der mit seinem Team in ein Conference Championship Game einzog, gleichzeitig erreichte Washington das NFC Championship Game zum ersten Mal seit 33 Jahren. Dort unterlagen die Commanders deutlich mit 23:55 den Philadelphia Eagles und verpassten damit den Einzug in den Super Bowl LIX, den letztlich Philadelphia auch gewann. Daniels wurde zum AP Offensive Rookie of the Year gewählt.
NFL-Statistiken
| 2024                               | WAS    | 17 | 17 | 331–480 | 69,0 | 3568 | 25 | 9 | 100,1 | 148 | 891 | 6,0 | 6 |
| Gesamt                             | Gesamt | 17 | 17 | 331–480 | 69,0 | 3568 | 25 | 9 | 100,1 | 148 | 891 | 6,0 | 6 |
| Quelle: pro-football-reference.com |        |    |    |         |      |      |    |   |       |     |     |     |   |